# The Right Person Will Stay
The Right Person Will Stay —en español: La persona correcta se quedará— es el próximo décimo álbum de estudio de la cantautora estadounidense Lana Del Rey. Su lanzamiento estaba previsto para el 21 de mayo de 2025, a través de Interscope Records y Polydor Records. Este nuevo álbum promete temas como el amor, la perdida y el destino, con su peculiar profundidad emocional. Se enfocará más en un estilo intimo y acústico, como los dos primeros sencillos anunciados, Henry, come on, y Bluebird, y demás que solo se han escuchado en conciertos, como: Stars Fell From Alabama, Husband Of Mine, 57.5, y Quiet In The Sound

## Antecedentes
El 20 de septiembre de 2023, sólo medio año después del lanzamiento de Did You Know That There's a Tunnel Under Ocean Blvd, Lana reveló que había estado trabajando en el concepto de un álbum que es más «en una vena americana» en comparación con sus trabajos anteriores. Después de Norman Fucking Rockwell! (2019), las cosas dieron un «gran giro» y han estado «siguiendo ese camino agresivamente». Musical y privadamente, su miedo resultó ser la circunstancia de tener «miedo a tomar decisiones seguras» pero, en cambio, tomar «reflexiones» después de los lanzamientos para «reevaluar las cosas». Sin embargo, durante el resto del año, Lana probaría «las aguas del country» interpretando una versión de «Stand by Your Man» en septiembre, una interpretación de «Unchained Melody» en noviembre y el lanzamiento de una versión de «Take Me Home, Country Roads» en diciembre.
Durante un discurso en los NMPA Songwriter Awards el 31 de enero de 2024, Lana rindió homenaje a su antiguo colaborador Jack Antonoff y anunció que «irían al country» para su próximo proyecto musical, impulsado por numerosos lanzamientos comerciales exitosos en 2023. El cambio de géneros marcaría un alejamiento significativo de la producción musical pop predominantemente alternativa. La cantante también anunció que el título será Lasso y que su lanzamiento está previsto para septiembre de 2024.
El 25 de noviembre de 2024, el mismo día en que anunció una gira en Reino Unido e Irlanda, Del Rey anunció su décimo álbum de estudio, esta vez con el título de The Right Person Will Stay con un lanzamiento fijado para el 21 de mayo de 2025 y trece pistas incluidas.

## Retraso
El retraso de este álbum fue declarado después de que lana compartiera por Instagram lo siguiente: «Estoy muy contenta de que este álbum siga adelante. Tengo mucho más que decir al respecto… Digo, sabes que no va a salir a tiempo, ¿verdad? ¿Debería decirte que el nombre cambió de nuevo? ¿Debería decírtelo ahora, mientras estás tan feliz de tener una canción? Sí… quizás espere.» a cambio de este inesperado retraso y cambio de nombre Lana nos brindó el adelanto de Henry, come on y Bluebird.
Lasso fue esperado por los fans para lanzarse en septiembre de 2024, este primer retraso fue para no sacar un álbum apresuradamente y editar bien las pistas, según la artista dijo; quería tomarse un tiempo para afinar todo y que estuviese correcto.
Se habla de que estas dos canciones adelantadas serán refinadas y lanzadas en el álbum final junto con el resto, esperemos que a finales de este año.
Hay una discusión sobre si Lana debería de hablar o no sobre los álbumes cuando estén completamente grabados, mezclados, impresos en formatos físicos y la promoción este lista para salir en vivo, defendiendo por una parte que es complicado tener a tus fans en una constante decepción por los álbumes que al final nunca salieron a la luz. Por su contraparte, algo mas certera a la personalidad de la artista durante estos años, defienden que «Ella no seria Lana Del Rey si lo hiciese» refiriéndose a que, durante toda su carrera, ella ha anunciado los álbumes al principio de todos ellos y que un fan acostumbrado a ella sabe que cualquier álbum podría no salir nunca después de haber sido nombrado por la artista.